# Ruhr-Universität Bochum

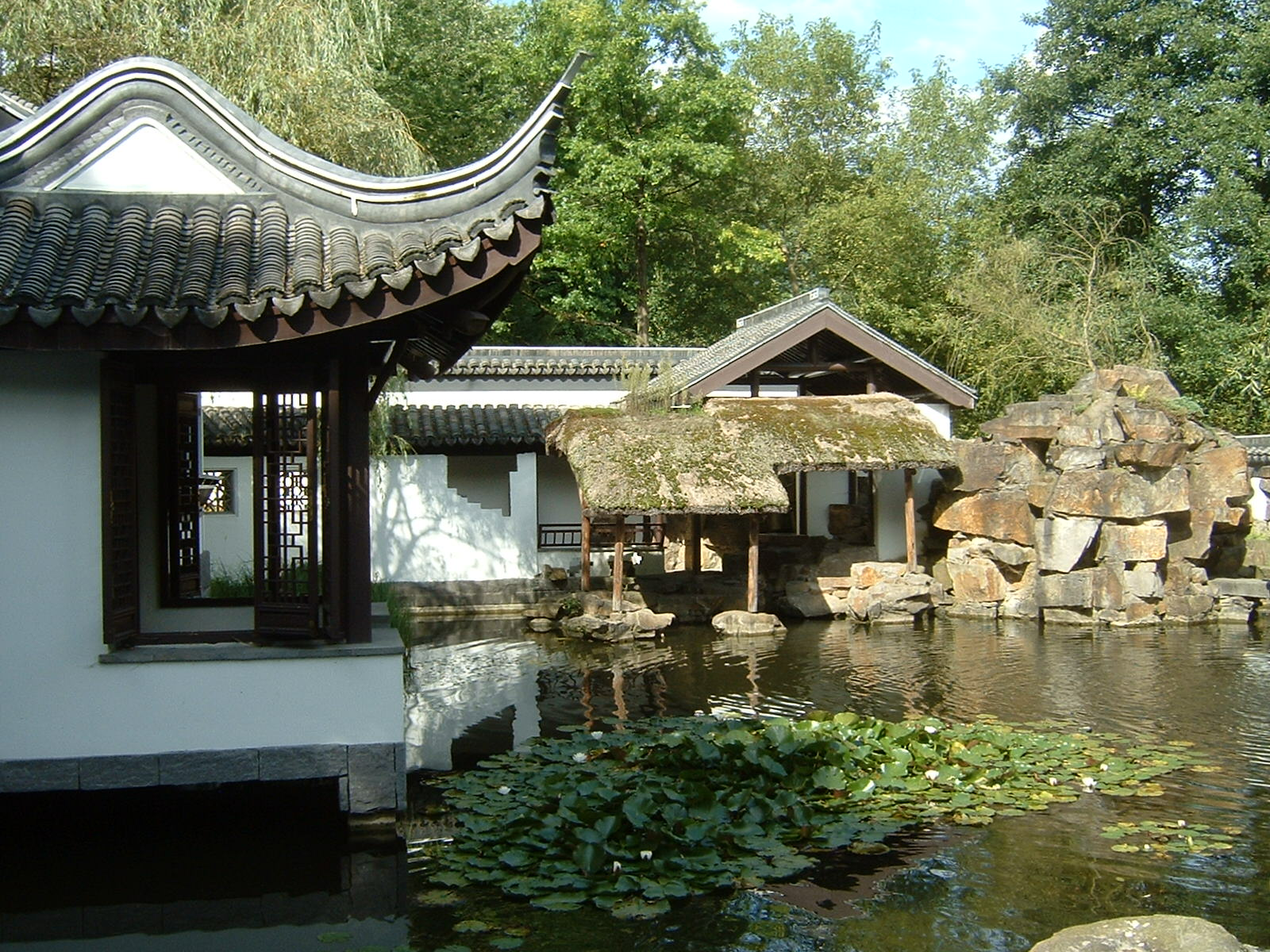
Chinese Tuin in de botanische tuin van de Ruhr-universiteit

De Ruhr-universiteit van Bochum (Duits: Ruhr-Universität Bochum; afkorting: RUB) is een universiteit in het Duitse stadsdistrict Bochum in de deelstaat Noordrijn-Westfalen en ligt meer bepaald op de zuidelijke heuvels van het centrale Ruhrgebied. De universiteit werd opgericht in 1962 en is de eerste nieuwe openbare universiteit in Duitsland na de Tweede Wereldoorlog. In 1965 startte het eigenlijke onderwijs. De universiteit heeft vriendschapsverbanden met o.a. de Pauselijke Universiteit Johannes Paulus II te Krakau (Uniwersytet Papieski Jana Pawla II w Krakowie).

## Profiel
De Ruhr-universiteit van Bochum is een van de grootste universiteiten in Duitsland en maakt deel uit van de Duitse Onderzoeksgemeenschap, een organisatie voor de belangrijkste onderzoeksuniversiteiten van Duitsland.
De universiteit kreeg een zeer goede beoordeling in het Uitmuntendheidsinitiatief van de Duitse federale en deelstaatregeringen in 2007. Dit is een wedijver tussen de meest prestigieuze Duitse universiteiten. Het was een van de weinige onderwijsinstellingen die overbleef voor het behalen van de titel "elite-universiteit". Uiteindelijk slaagde de universiteit er niet in om de laatste wedstrijdronde te overleven. Vandaag zijn er negen universiteiten in Duitsland die over deze titel kunnen beschikken.
De Universiteit van Bochum was een van de eerste universiteiten in Duitsland die internationale Bachelor- en Masterdiploma's aanbiedt. Hiermee werden de traditionele Duitse opleidingen voor een Diplom en een Magister vervangen. Met uitzondering van enkele bijzondere gevallen (in bijvoorbeeld de rechtsgeleerdheid) werd deze internationalisering voltooid en werden alle opleidingen omgevormd. Momenteel biedt de universiteit in totaal 150 verschillende opleidingen aan in alle studiedomeinen.
De universiteit wordt gefinancierd en beheerd door de deelstaat Noordrijn-Westfalen. In 2008 waren er 32723 studenten ingeschreven en de universiteit beschikt over 5000 personeelsleden (waarvan 369 hoogleraren), waardoor het sinds 2003 de op acht na grootste universiteit van Duitsland is geworden. Kurt Biedenkopf (de latere eerste minister van de deelstaat Saksen) was de rector van de universiteit van 1967 tot 1969.
In tegenstelling tot een aantal traditionele universiteiten, zijn de gebouwen van de Ruhr-universiteit allemaal samengebracht op één campus, buiten de Faculteit Geneeskunde die tevens over enkele ziekenhuizen in Bochum en het Ruhrgebied beschikt. Hoewel de universiteit berucht is om haar monotone architectuur uit de jaren zestig (voornamelijk bestaande uit veertien identieke hoge gebouwen), is haar ligging aan de rand van een groene gordel in de Ruhr-vallei eerder schilderachtig.

## Organisatie
De universiteit bestaat uit twintig verschillende faculteiten:
- Faculteit Protestantse Theologie
- Faculteit Katholieke Theologie
- Faculteit Filosofie, Onderwijskunde en Journalistiek
- Faculteit Geschiedenis
- Faculteit Filologie
- Faculteit Rechtsgeleerdheid
- Faculteit Economische wetenschappen
- Faculteit Sociale wetenschappen
- Faculteit Oost-Aziatische Studies
- Faculteit Sportwetenschappen
- Faculteit Psychologie
- Faculteit Burgerlijke ingenieurswetenschappen
- Faculteit Werktuigkundige ingenieurswetenschappen
- Faculteit Elektrotechnische ingenieurswetenschappen en Informatiewetenschappen
- Faculteit Wiskunde
- Faculteit Fysica en Astronomie
- Faculteit Aardwetenschappen
- Faculteit Chemie en Biochemie
- Faculteit Biologie en Biotechnologie
- Faculteit Geneeskunde

### Andere
- ECUE - Europese Cultuur en Economie (Engelstalig onderwijs)
- Interdisciplinair Centrum voor Gevorderde Materiaalsimulatie (ICAMS)

## Alumni
- Tanja Lange